# خراطمحله (صومعه‌سرا)
خراطمحله ، روستایی از توابع بخش تولم شهرستان صومعه‌سرا در استان گیلان ایران است.

## جمعیت
این روستا در دهستان تولم قرار دارد و براساس سرشماری مرکز آمار ایران در سال ۱۳۸۵، جمعیت آن ۴۸۳ نفر (۱۱۹خانوار) بوده‌است.